# Dehiszenz
Dehiszenz bezeichnet ein Aufgehen oder Auseinanderweichen von zusammengehörigen Gewebestrukturen. Es kann sich dabei um Bindegewebe oder Stützgewebe handeln.

## Beispiele
- Bei einem Aufklaffen von Wundrändern einer Operationsnaht spricht man von Nahtdehiszenz.
- Ein weiteres Beispiel ist der Platzbauch nach einer Bauchoperation. Ursache sind oft mechanische Einwirkungen.
- Dehiszent sind auch die Bauchmuskeln beim physiologischen Nabelbruch.